# 亞魯馬約區
9°55′45″S 76°30′00″W / 9.92917°S 76.50000°W
亞魯馬約區（西班牙語：Distrito de Yarumayo），是秘魯的一個區，位於該國中部瓦努科大區的瓦努科省，始建於1945年1月17日，面積62.3平方公里，海拔高度3,000米，2005年人口2,734，人口密度每平方公里44人。